# Voueize
Voueize – rzeka we Francji, przepływająca przez teren departamentu Creuse, o długości 54,8 km. Stanowi lewy dopływ rzeki Tardes.